# Балнеариу-Барра-ду-Сул
Балнеариу-Барра-ду-Сул (порт. Balneário Barra do Sul)  —  муниципалитет в Бразилии, входит в штат Санта-Катарина. Составная часть мезорегиона Север штата Санта-Катарина. Входит в экономико-статистический  микрорегион Жоинвилли. Население составляет 7934 человека на 2006 год. Занимает площадь 110,428 км². Плотность населения — 71,8 чел./км².

## История
Город основан 9 января 1992 года. 

## Статистика
- Валовой внутренний продукт на 2003 составляет 28.964.913,00 реалов (данные: Бразильский институт географии и статистики).
- Валовой внутренний продукт на душу населения на 2003 составляет 4.098,04 реалов (данные: Бразильский институт географии и статистики).
- Индекс развития человеческого потенциала на 2000 составляет 0,807 (данные: Программа развития ООН).